# Venegono Superiore
Venegono Superiore (lombardul: Venegón da Sura) település Olaszországban, Varese megyében. Lakosainak száma 7316 fő (2023. január 1.). Venegono Superiore Castiglione Olona, Vedano Olona, Venegono Inferiore és Binago községekkel határos.

## Népesség
A település népességének változása:
| Lakosok száma | 7316 | 7293 | 7316 |
|               | 2017 | 2018 | 2023 |